# アニソンポッド
『アニソンポッド』は、ラジオNIKKEI第1とラジオNIKKEI第2で2013年3月20日から不定期に放送されたアニメソング専門のラジオ番組である。
ラジオNIKKEI第1(と、第30回はラジオNIKKEI第2)で不定期放送されており、おもに祝日や振替休日の特別番組として編成されている。

## 概要
ラジオNIKKEIの檜川彰人アナウンサーが進行役となり、いわゆるアニソン（アニメソング）のフルコーラスを放送し、個人的感想を交えつつ楽曲や作品についての補足情報を紹介する番組構成となっている。
2015年2月11日放送の第12回では、10:00 - 13:00に『ミュージックアプリEX・アニメミュージックMIX』、13:00 - 15:00に『アニソンポッド』を放送、『5時間アニソンづくし!』として放送された。
ツイッターでのトレンドワードで長時間表示されるなどの反響があったことから、2015年5月6日放送の第13回では、12:00 - 15:00に『Anime & Seiyu Music Night Daytime Special』、15:00 - 17:00に『アニソンポッド』、30分中断して17:30 - 19:00に『90s声優ソング特集』を放送、総じて『休日特番 アニソン三昧の390分!』として放送された。
2015年5月15日放送の『うまきんIII』放送内にて檜川アナより「アニソンポッドもうそろそろ限界、前回の放送が最終回と思ってくれればいい」と第13回放送をもって番組終了を宣言。アニソンポッド公式サイトからも檜川アナのブログ記事もすべて削除されたが、同年9月17日のアニソンポッドのツイッター投稿にて同年9月22日に第14回を放送することが伝えられた。同日国民の休日特番として、13:00 - 15:00に『anicos.tokyo』、17:10 - 19:00に『アニソンポッド』が放送された。
2016年1月3日放送の第15回では、10:00 - 12:00に『anicos.tokyo』、12:00 - 14:00に『Anime & Seiyu Music Night Daytime Special』、14:00 - 16:00に『アニソンポッド』、16:00 - 17:00に『ドルアニポッド』が放送された。
2016年5月3日放送の第16回では番組初の二部制で、13:05 - 14:30に『アニソンポッド』の第1部、14:30 - 15:30に『'90sアニラジソング特集』、15:30 - 17:30に『Anime & Seiyu Music Night Daytime Special』、17:30 - 18:55に『アニソンポッド』の第2部が放送、総じて『アニソン三昧の350分!』とされた。

## 放送日
第1回から29回まで、第31回はラジオNIKKEI第1で放送されていたが、第30回はラジオNIKKEI第2で放送されている。第30回放送後、2021年4月にアニソンポッドのTwitterが再開したがその後は二度しか番組の放送は行われていない。 
1. 2013年3月20日（春分の日） 8:00 - 9:00
2. 2013年5月6日（振替休日） 9:00 - 11:00
3. 2013年9月23日（秋分の日） 9:00 - 11:00
4. 2013年11月4日（振替休日） 13:00 - 15:00
5. 2014年1月3日（正月） 16:00 - 18:00
6. 2014年2月11日（建国記念の日） 9:00 - 11:00
7. 2014年5月5日（こどもの日） 11:00 - 13:00
8. 2014年7月21日（海の日） 7:35 - 8:24[注 7]
9. 2014年9月23日（秋分の日） 9:00 - 11:00
10. 2014年11月3日（文化の日） 9:00 - 11:00
11. 2015年1月3日（正月） 15:30 - 17:30
12. 2015年2月11日（建国記念の日） 13:00 - 15:00
13. 2015年5月6日（振替休日） 15:00 - 17:00
14. 2015年9月22日（国民の休日） 17:10 - 19:00
15. 2016年1月3日（正月） 14:00 - 16:00
16. 2016年5月3日（憲法記念日） 【第1部】13:05 - 14:30 【第2部】17:30 - 18:55
17. 2016年8月11日（山の日） 14:00 - 16:00
18. 2016年9月19日（敬老の日） 15:00 - 17:00
19. 2016年11月23日（勤労感謝の日） 10:00 - 12:00
20. 2017年1月2日（正月） 18:00 - 20:00
21. 2017年5月4日（みどりの日） 15:30 - 17:30
22. 2017年11月23日（勤労感謝の日） 10:00 - 12:00
23. 2018年1月2日（正月） 13:00 - 15:00
24. 2018年5月4日（みどりの日）13:00 - 15:00
25. 2018年9月24日（振替休日）13:30 - 15:30
26. 2018年12月30日（日曜日[注 8]）13:00 - 15:00
27. 2019年5月2日（国民の休日）10:00 - 12:00
28. 2019年10月22日（即位礼正殿の儀[注 9]）13：00 - 15：00
29. 2020年1月4日（土曜日）[注 10]14:00 - 16:00
30. 2020冬・春アニメ特集 2021年1月11日（成人の日） 17:10 - 19:00[注 11]
31. 2024年1月2日(火曜日) 14:30 - 16:00[注 12]
32. 2024年3月30日（土曜日）21:00 - 23:00[注 13]

## 出演者
- 檜川彰人（ラジオNIKKEIアナウンサー）

## エピソード
- 楽曲についてはラジオNIKKEI自体に音源がないため、毎回レンタルやセルCDの購入などで檜川自身が集めている。そのため、以前はリクエストなどにも答えていたが、本人の限界もあったためか、現在は受け付けておらず、番組サイトには「リクエストなどは一切受け付けておりませんでしたので、そういったメールをいただいていましたがお応えしておりません。この番組はあくまで皆さんに楽しんでもらいたい気持ち1%、うっすらとした悪意1%、ひかわ彰人の趣味98%で出来ています、悪しからず[5]」とあくまでも個人的な好みで流していることを書いている。
放送間隔が空いているのは、前述の放送枠確保の問題を除くと、檜川アナが時間をかけて選曲しているため。
これは番組上でも徹底しており、第13回では「『THE IDOLM@STER』とかですねぇ、『ラブライブ!』[注 14]とかですねぇ、『うた☆プリ』とか期待されている方、スルーしてください。はい、掛けません」[注 15][6]と聴取者に向けて宣言していた。
- 2015年2月11日放送の第12回では、アフィリア・サーガのアーティストコメントが放送された。番組として初めてのアーティストコメントであった。続く同年5月6日放送の第13回では、ライブアイドル「単体戦隊☆恋レンジャー」のRENのアーティストコメントが放送された。
- 第15回以降、同じアニメのオープニングとエンディングの両方を1回の放送でかける事を「パワープッシュ」と呼んでいる。

## 放送された楽曲
OPはアニメ作品のオープニング曲、EDはアニメ作品のエンディング曲をそれぞれ表す。

### 第1回
（放送時間：1時間）

### 第2回
全25曲放送（放送時間：2時間）

### 第3回
全24曲放送（放送時間：2時間）

### 第4回
全23曲放送（放送時間：2時間）

### 第5回
全23曲放送（放送時間：2時間）

### 第6回
全23曲放送（放送時間：2時間）

### 第7回
全24曲放送（放送時間：2時間）

### 第8回
全10曲放送（放送時間：49分）

### 第9回
全23曲放送（放送時間：2時間）

### 第10回
全23曲放送（放送時間：2時間）

### 第11回
全22曲放送（放送時間：2時間）

### 第12回
全22曲放送（放送時間：2時間）

### 第13回
全20曲放送（放送時間：2時間）

### 第14回
全20曲放送（放送時間：1時間50分）

### 第15回
全23曲放送（放送時間：2時間）

### 第16回
全36曲放送（放送時間：2時間50分）

### 第17回
全22曲放送（放送時間：2時間）

### 第18回
全22曲（放送時間：2時間）

### 第19回
全23曲（放送時間：2時間）

### 第20回
全23曲（放送時間：2時間）

### 第21回
全23曲（放送時間：2時間）

### 第22回
全20曲（放送時間：2時間）

### 第23回
趣味の時間を除き、第22回の続きで第22回との同時期放送の楽曲。全24曲（放送時間：2時間）

### 第24回
全20曲（放送時間：2時間）

### 第25回
全21曲（放送時間：2時間）

### 第26回
全21曲（放送時間：2時間）

### 第27回
全22曲 （放送時間：2時間）

### 第28回
全22曲 （放送時間：2時間）。趣味の時間の曲が無かった。

### 第29回
全23曲 （放送時間：2時間）趣味の時間が過去のアニソンポッドでかかった曲を厳選して再びかけた。

### 第30回
全24曲 （放送時間：2時間）前半は2020年冬、後半は2020年春の作品をかけた。趣味の時間の選曲は後座番組「音で聴くAT-X」に移動し含めた。

### 第31回
全17曲放送（1時間30分）
+Ultraの作品曲多め。

### 第32回
全26曲放送（2時間）
中盤は前回かけ損ねた2023年アニソン、後半は趣味の時間（ひかわセレクション平成編）

### ユニットメンバー
1. ↑  西明日香、田中真奈美、種田梨沙、内山夕実、東山奈央
2. ↑  七瀬遙（島﨑信長）、橘真琴（鈴木達央）、松岡凛（宮野真守）、葉月渚（代永翼）、竜ヶ崎怜（平川大輔）
3. ↑  リアス・グレモリー（日笠陽子）、姫島朱乃（伊藤静）、アーシア・アルジェント（浅倉杏美）、塔城小猫（竹達彩奈）、ゼノヴィア（種田梨沙）、ギャスパー・ヴラディ（佐倉綾音）
4. ↑  大和ゆら（牧野由依）、鹿島そのら（沢城みゆき）、初瀬カリラ（茅野愛衣）、陸奥ほのか（斎藤千和）、日向八千代（米澤円）、霧島れんと（西崎莉麻）
5. ↑  萩原さくら（竹達彩奈）、宮澤エレナ（阿澄佳奈）、菅野七海（大坪由佳）、望月悠歩（伊藤美来）、早瀬愛華（雨宮天）
6. ↑  夜々（原田ひとみ）、いろり（茅野愛衣）、小紫（小倉唯）
7. ↑  飯田シホ（日笠陽子）、有銘ユーリ（矢作紗友里）、如月カルナ（佐藤聡美）
8. ↑  真野まり（戸松遥）、三澤瑞希（M・A・O）、森田萌（山崎エリイ）
9. ↑  高山春香（戸松遥）、園田優（井口裕香）、野田コトネ（相坂優歌）、南しずく（五十嵐裕美）、池野楓（渕上舞）、飯塚ゆず（戸田めぐみ）
10. ↑  山本椛、高井さん、ちよこ
11. 1 2  鬼灯（安元洋貴）、閻魔大王（長嶝高士）、シロ（小林由美子）、柿助（後藤ヒロキ）、ルリオ（松山鷹志）、座敷童子［一子（佐藤聡美）、二子（小倉唯）］、芥子（種﨑敦美）、YOUR SONG IS GOOD
12. ↑  倉石たんぽぽ（井澤詩織）、飾鈴（麻倉もも）、宇津木環那（夏川椎菜）、目野輪冥（飯田友子）、桂虎徹（日岡なつみ）
13. ↑  吉岡茉祐、永野愛理、田中美海、青山吉能、山下七海、奥野香耶、高木美佑
14. 1 2  ココア（佐倉綾音）、チノ（水瀬いのり）、リゼ（種田梨沙）、千夜（佐藤聡美）、シャロ（内田真礼）
15. ↑  風見颯（逢坂良太）、甘木生馬（柿原徹也）、佐伯希星（山下大輝）、富井大樹（蒼井翔太）、舞山春（小野賢章）
16. ↑  木戸衣吹、優木かな、石上静香、大西沙織、加隈亜衣
17. ↑  関谷なる（上田麗奈）、笹目ヤヤ（奥野香耶）、ハナ・N・フォンテーンスタンド（田中美海）、西御門多美（大坪由佳）、常盤真智（沼倉愛美）
18. ↑  宇佐美奈々子（伊藤美来）、小日向縁（三澤紗千香）
19. ↑  テイルレッド（上坂すみれ）、テイルブルー（相坂優歌）、テイルイエロー（赤﨑千夏）
20. ↑  高倉陽毬（荒川美穂）、伊空ヒバリ（渡部優衣）、歌田光莉（三宅麻理恵）
21. ↑  安済知佳、藏合紗恵子、野水伊織
22. ↑  照井春佳、三森すずこ、内山夕実、黒沢ともよ
23. ↑  かなこ（真田アサミ）、鞠也（小林ゆう）、茉莉花（井上麻里奈）
24. ↑  風間レヴィ（佐倉綾音）、倉田ユイ（村川梨衣）
25. ↑  潮田渚（渕上舞）、茅野カエデ（洲崎綾）、赤羽業（岡本信彦）、磯貝悠馬（逢坂良太）、前原陽斗（浅沼晋太郎）
26. ↑  丈槍由紀（水瀬いのり）、恵飛須沢胡桃（小澤亜李）、若狭悠里（M・A・O）、直樹美紀（高橋李依）
27. ↑  緋鞠（小清水亜美）、九崎凛子（野水伊織）、静水久（真堂圭）、リズリット・L・チェルシー（大亀あすか）、神宮寺くえす（松岡由貴）
28. ↑  花小泉杏（花守ゆみり）、雲雀丘瑠璃（白石晴香）、久米川牡丹（安野希世乃）、萩生響（山村響）、江古田蓮（吉岡茉祐）
29. ↑  和久井優、金澤まい、今村彩夏
30. ↑  涼風青葉（高田憂希）、滝本ひふみ（山口愛）、篠田はじめ（戸田めぐみ）、飯島ゆん（竹尾歩美）
31. ↑  黄前久美子（黒沢ともよ）、加藤葉月（朝井彩加）、川島緑輝（豊田萌絵）、高坂麗奈（安済知佳）
32. ↑  町子リョウ（佐藤利奈）、森野きりん（大亀あすか）
33. ↑  烏丸千歳（千本木彩花）、久我山八重（本渡楓）、片倉京（石川由依）、苑生百花（鈴木絵理）、柴崎万葉（大西沙織）
34. ↑  倉田亜美（東山奈央）、新垣葵（五十嵐裕美）、西條雛子（大久保瑠美）、一ノ瀬弥生（黒澤ゆりか）、高宮紗希（日笠陽子）
35. ↑  サーバル（尾崎由香）、フェネック（本宮佳奈）、アライグマ（小野早稀）
36. ↑  ロイヤルペンギン（佐々木未来）、コウテイペンギン（根本流風）、ジェンツーペンギン（田村響華）、イワトビペンギン（相羽あいな）、フンボルトペンギン（築田行子）
37. ↑  千矢（原田彩楓）、紺（本渡楓）、小梅（久保ユリカ）、ノノ（佳村はるか）
38. ↑  ぽん（ORESAMA）、Foggy-D（ラッパー）、高橋諒
39. ↑  小林竜之、澁谷梓希、若井友希、青山吉能、吉岡茉祐
40. ↑  愛城華恋（小山百代）、神楽ひかり（三森すずこ）、天堂真矢（富田麻帆）、星見純那（佐藤日向）、露崎まひる（岩田陽葵）、大場なな（小泉萌香）、西條クロディーヌ（相羽あいな）、石動双葉（生田輝）、花柳香子（伊藤彩沙）
41. ↑  安齋由香里、沼倉愛美、藤田茜、洲崎綾、のぐちゆり、内田彩
42. ↑  風浦可符香（野中藍）、木津千里（井上麻里奈）、木村カエレ（小林ゆう）、日塔奈美（新谷良子）
43. 1 2  源さくら（本渡楓）、二階堂サキ（田野アサミ）、水野愛（種田梨沙）、紺野純子（河瀬茉希）、ゆうぎり（衣川里佳）、星川リリィ（田中美海）
44. ↑  キリエ（鈴代紗弓）、エンマ（幸村恵理）、ケイト（仲谷明香）、レオナ（瀬戸麻沙美）、ザラ（山村響）、チカ（富田美憂）
45. ↑  紺双葉（矢澤りえか）、嵐山歩鳥（小見川千明）、辰野俊子（悠木碧）、針原春江（白石涼子）